# Claude Bellan
Pour les articles homonymes, voir Bellan.
Claude Bellan, né le 20 décembre 1933 à Bordeaux et mort le 5 février 2017 à Bordeaux, est un peintre français. Il est marié à l'artiste peintre Herta Lebk.

## Biographie
Claude Bellan est né en 1933 à Bordeaux. Il étudie les sciences humaines et commence à peindre en 1952 sous l'influence de Matisse. Il continue à travailler à temps partiel au Centre National des Recherches Scientifiques (CNRS). Depuis les années 1990, il vit et travaille à Pugnac en Gironde,.
Claude Bellan est mort en février 2017.

## Expositions
- 1970 – Bordeaux, galerie Saint-Michel
- 1971 – Paris, La Garderie
- 1975 – Paris, galerie Vialetay
- 1976 – Bordeaux, galerie du Fleuve
- 1978 – Paris, galerie Drouet
- 1979 – Bordeaux, galerie du Fleuve
- 1980 – Paris, galerie Saint-Guillaume
- 1982 – Paris, galerie Pierre Lescot
- 1985 – Bordeaux, Atelier 80
- 1986 – Dax, Splendid Hôtel
- 1987 – Bordeaux, Atelier 80
- 1989 – Paris, galerie Sculptures
- 1990
  - Monte-Carlo, galerie Noor-Art
  - Bordeaux, Atelier 80
- 1993 – Atelier 80
- 1995 – Paris, galerie E. de Montebel
- 1996 – Eysines, Domaine de Lescombes
- 1998 – Bordeaux, Atelier 80
- 2002 – Bordeaux, musée des beaux-arts[5]
- 2003
  - Toulouse, galerie Le Garage
  - Eysines, Domaine de Lescombes
- 2012 – Mérignac, Vieille Église Saint-Vincent[6]
- 2013 – Bordeaux, galerie Guyenne Art Gascogne[7],[8]

## Œuvres dans les collections publiques
- Région parisienne : 
  - Musée national d’art moderne
  - Fonds national d’art contemporain
- Bordeaux :
  - Musée des beaux-arts
    - Les Ménines (1977), sérigraphie sur papier[9]
    - La lutte avec l'ange (1978), technique mixte, acrylique sur papier collé sur panneau de contre-plaqué[10]
    - Scène de tauromachie (sans date), dessin au bambou et à l'encre de Chine sur papier[11]
    - Scène de tauromachie (sans date), dessin au bambou et à l'encre de Chine sur papier[12]

  - Frac Aquitaine
  - Artothèque du Conseil général de la Gironde
- Pau : 
  - Musée des beaux-arts
    - Tauromachie XI (1984), acrylique sur toile
- Soulac-Sur-Mer
  - Fondation Soulac-Médoc